# Nebeská říše velkého míru
Nebeská říše velkého míru (čínsky: český přepis Tchaj-pching tchien kuo, pchin-jin Tàipíng Tiān Guó, znaky 太平天囯) byl státní útvar v Číně kontrolující částečně nebo úplně provincie Chu-pej, An-chuej, Ťiang-si a Če-ťiang, od roku 1853 s hlavním městem v Nankingu.

## Historie

### Začátky
Povstání tchaj-pchingů vypuklo roku 1850 v provincii Kuang-si, vůdcem byl Chung Siou-čchüan, křesťanský konvertita, který na ovládaném území založil nezávislý stát – Nebeskou říši velkého míru.
V polovině 19. století Čína utrpěla řadu přírodních katastrof, ekonomických problémů a porážek (zejména pokořující porážka v roce 1842 se Spojeným královstvím v první opiové válce). Dne 11. ledna 1851 Chung Siou-čchüan prohlásil sám sebe za "Nebeského krále" ( 王, Tianwang) a založil nový stát - "Nebeskou říši velkého míru".

### Obsazení Nankingu a evropská neutralita
V roce 1853 dobyli rebelové město Tianjing. Chung Siou-čchüan ho nechal přejmenovávat na Nanking a město se stalo "nebeským hlavním městem" a hlavním městem celé Nebeské říše velkého míru. Ve městě se postavil palác nebeského krále. Chung Siou-čchüan se snažil rozšířit svou podporu veřejnosti a vytvořit spojenectví s evropskými mocnostmi, ale nedokázal uspět. Evropané se rozhodli zůstat neutrální.

### Pád říše
Pokus dobýt Šanghaj v roce 1860 byl zpočátku úspěšný, ale nakonec čínští vojáci a evropští důstojníci pod vedením Fredericka Townsenda Šanghaj ubránili. Chung Siou-čchüan prohlásil, že Bůh ubrání Nanking, ale v červnu 1864 Chung Siou-čchüan zemřel na otravu z jídla. Jen několik dní po jeho smrti dobyla vojska Číny města Nanking. Jeho tělo bylo pohřbeno v bývalém císařském paláci, kde bylo později exhumováno a vítězní generálové si tam mohli ověřit jeho smrt. Poté bylo jeho tělo zpopelněno. Vojáci pak vystřelili popel z děla, aby bylo zajištěno, že jeho pozůstatky nemají hrob jako věčný trest za povstání.
Čtyři měsíce před pádem nebeského království Taiping Chung Siou-čchüan abdikoval ve prospěch Chunga Tianguifu, svého nejstaršího syna. V době předání moci mu bylo patnáct let.
I když pád říše byl v roce 1864, boj neskončil. Po Číně bylo ještě několik set tisíc povstalců, kteří pokračovali v boji s více než čtvrt milionovou přesilou. V srpnu 1871 armádu rebelů, vedená Shi Dakaikem, zcela vyhladily čínské jednotky.

## Systém
- V zemi armáda zřídila teokratickou a silně vojenskou vládu.
- Zkoušky pro úředníky se už nedělaly z Konfucia, ale z Bible.
- Soukromé vlastnictví bylo zrušeno a vše patřilo státu.
- Sluneční kalendář nahradil lunární kalendář.
- Společnost byla prohlášena za beztřídní a pohlaví byly rovnocenné.
- Další nové zákony se týkaly zákazu opia, hazardu, tabáku, alkoholu, mnohoženství, otroctví a prostituce. Za to vše byly prováděny velmi tvrdé tresty.

## Náboženství
I když stát byl "křesťanský", byl dlouho považován za kacířský. Chung Siou-čchüan byl považován za mladšího bratra Krista.

## Měna

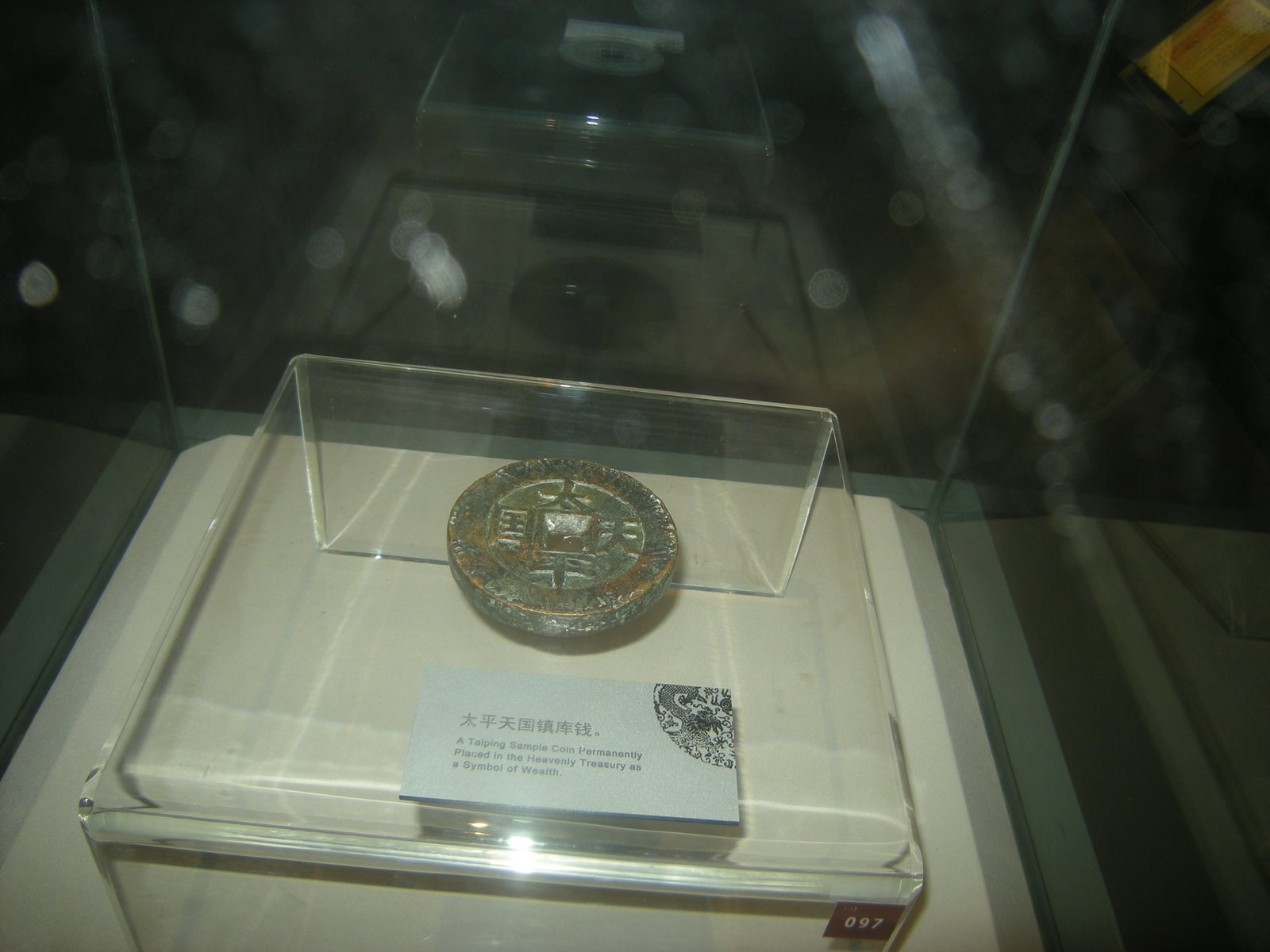
„Svatý (nebeský) poklad“ - měna Nebeské říše velkého míru

Ve svém prvním roce stát razil mince, které byly raženy v průměrech od 23 mm do 26 mm v průměru a vážily kolem 4,1 g. Název státu byl zapsán na líci a "Svatý (nebeský) poklad" (Čínsky : 圣 宝 ) na druhé straně.

## Správa
Na území ovládaném tchaj-pchingy žilo kolem 30 miliónů lidí.